# Bassus calculator
Ichneumon calculator, Bassus abscissus
Espèce
Synonymes
- Bassus abscissus Ratzeburg, 1844
- Ichnemon calculator Fabricius, 1798

Bassus calculator est une espèce de guêpes parasitoïdes de la famille des Braconidae, de la sous-famille des Agathidinae, de la tribu des Agathidini, du genre Bassus.

## Présentation

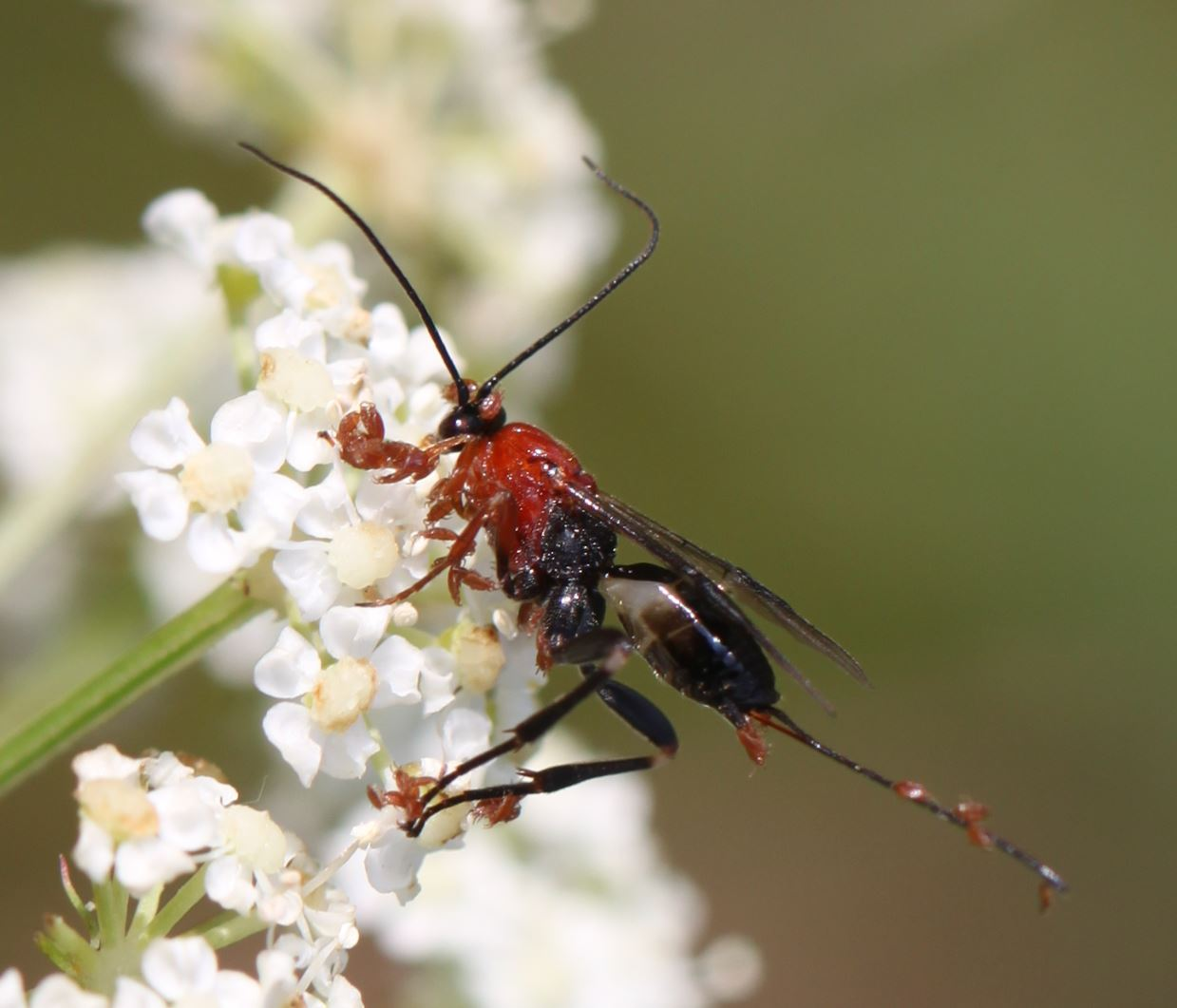
Bassus calculator, de profil

L'espèce a été initialement nommée par Fabricius en 1798, sous le nom Ichnemon calculator.

## Fonctionnalités
Les guêpes saumâtres mesurent 6 à 7 mm de long. Au sein du genre Bassus, l'espèce est facile à identifier en raison de sa couleur. La tête, les antennes, le propodeum, l'abdomen et les pattes postérieures, à l'exception d'une bande blanche à l'extrémité basale du tibia, sont complètement noirs. Le mésoscutum (plaque arrière du thorax) et le scutellum sont complètement de couleur jaune-rouge. Le tibia antérieur et moyen et les fémurs sont de couleur jaune-rouge. Les ailes antérieures présentent un plus grand ptérostigma foncé et une nervure alaire foncée distincte. La femelle a un ovipositeur relativement long.

## Diffusion
Bassus calculator est largement diffusé dans le Paléarctique. En Europe, l'occurrence s'étend de la Fennoscandie et de la Grande-Bretagne au nord à la région méditerranéenne au sud.

## Mode de vie
Les guêpes saumâtres sont généralement observées à la lisière de la forêt de juin à août. L'espèce parasite des représentants des vrais papillons nocturnes (Tineidae). Sont notamment mentionnés : Morophaga choragella et Triaxomera parasitella. Leurs chenilles se développent dans des champignons de l'ordre des porlets de tige (Polyporales). Ces champignons colonisent les arbres vivants et morts. La femelle de guêpe saumâtre enfonce un œuf dans la chenille à l'aide de sa longue épine de ponte. La larve de guêpe saumâtre éclose est un endoparasitoïde koinobionte. Il mange progressivement son hôte de l'intérieur et ne le tue que plus tard.